# Лозова (Хмельницький район)
Лозова́ — село в Україні, у Волочиській міській територіальній громаді Хмельницького району Хмельницької області. Населення становить 799 осіб.

## Розташування та географія місцевості
Село Лозова розкинулось на правому березі безіменної річки, яка тече зі сходу на захід і в селі Мирівка впадає в річку Бованець, притоку Збруча. Центр села розміщується на горбі, краї села порізані долинами.
Сусідні населені пункти:

## Адміністративно-територіальна одиниця
- 1796 — 1923 власницьке село Маначинської волості Старокостянтинівського повіту Волинської губернії Російської імперії.
- 7 (20) листопада 1917 року, відповідно до Третього Універсалу Української Центральної Ради, увійшло до складу Української Народної Республіки[1].
- 1923 — 1930 село Волочиського району Проскурівської округи Подільської губернії Української СРР.
- 1935 — 1937 село Волочиського району Проскурівського округу Вінницької області УСРР.
- 1937 — 1954 село Волочиського району Кам'янець-Подільської області.
- 1954 — 1991 село Волочиського району Хмельницької області Української СРР.
- 1991  — 2020 село Волочиського району Хмельницької області України
- від 2020  село Хмельницького району Хмельницької області України

## Назва
Вперше люди поселились біля річки, береги якої заросли вербами, які називали лозами. Спочатку говорили: «Поїдемо до лозів, у лози». Пізніше почали називати Лозова.

## Історична довідка
Згадок в документах про дату заснування населеного пункту немає.
За Російської імперії в селі був став і млин, які належали графині Ледуховській. У 1760 парафіянами села побудовано дерев'яну на кам'яному фундаменті церкву Святих Косми і Даміана. До 1836 село складало самостійну парафію, а з 1836 приписано до парафії села Федірки через малочисельність.
З 1876 року в Лозовій у суспільному будинку існує школа грамоти. У 1895 в ній навчались 21 хлопчик і 3 дівчинки.
З 1894 року село має власну парафію за стараннями селянської громади. У 1896 році у селі було 81 двір і 665 парафіян, котрі з покон віків були православними.
Жителі села брали участь в революції 1905–1907 років (декілька стихійних виступів групи селян, але не масово).
Радянська окупація була встановлена в селі у 1917 році, а остаточно — в 1920 році.
У 1929 році,під час примусової колективізації, був створений колгосп.
За свідченнями очевидців, під час Голодомору 1932–1933 років в селі помирали люди, у перше чергу діти, бо, крім лободи та свиріпи, не було що їсти. Виживали лише ті сім'ї, які мали корову та пасіку. Селяни ходили на заробітки в Західну Україну, щоб не померти з голоду. У селі було багато репресованих, доля яких до цього часу невідома, наприклад Міноцький Петро, Марисюк Тимофій та інші.
Мирна праця людей була перервана нападом нацистської Німеччини. Під час окупації нацистами забрано 190 корів, вивезено на примусову працю 45 чоловік. Було спалено 48 хат, розстріляно та закатовано 65 чоловік.
Село було визволене від загарбників 9 березня 1944 року в результаті Проскурівсько-Чернівецької операції військ 1-го Українського фронту.
Після закінчення Німецько-радянської війни жителі села відбудували оселі і колгосп. З 1944 по 1953 рік було побудовано конюшню, два корівники, свинарник, вівчарню, магазин, клуб. Електрифіковано село було в 1966 році. В період з 1953 по 1963 рік число тваринницьких приміщень зросло до дев'яти. Побудовані нові дитячі ясла на 63 місця, млин.
Першим головою після війни став Довганюк з села Іванівці.
У 1979 році колгосп, який називався «Росія», приєднався до колгоспу «Червона зірка», який очолював Кух Б. М.
У 1993 році село Лозова від'єдналося і утворилось КСП «Лозівський». Головою був обраний Дворнік В. В. За цей час побудовано молочний комплекс на 250 голів, склад міндобрив, тракторний гараж, навіс для техніки на тракторному парку, асфальтовано 3 кілометри дороги, побудовано склад на критому току для зберігання зерна, працює млин.
У 2002 році введено в експлуатацію дошкільний навчальний заклад на 50 місць.
З 2004 року СВК «Лозівський» був реорганізований в ПП «Лозівське».
У 2007 році ПП «Лозівське» реорганізоване в ТОВ Агрофірма «Подільська зернова компанія».
У селі нараховується 270 житлових будинків, працює сільський будинок культури, бібліотека, загальноосвітня школа, три магазини, баня.
У зв'язку з 75-ми роковинами Голодомору 1932—1933 років в Україні, у селі Лозова встановлено пам'ятник жертвам голодомору.
Зараз село налічує 223 двори.
12 червня 2020 року, відповідно до розпорядження Кабінету Міністрів України № 727-р «Про визначення адміністративних центрів та затвердження територій територіальних громад Хмельницької області», увійшло до складу Волочиської міської громади.
19 липня 2020 року, в результаті адміністративно-територіальної реформи та ліквідації Волочиського району, увійшло до складу новоутвореного Хмельницького району.

## Релігія
- церква святих Володимира і Ольги (2011, УГКЦ)

## Населення

### Мова
Розподіл населення за рідною мовою за даними перепису 2001 року:
| Мова       | Відсоток |
| ---------- | -------- |
| українська | 99,12%   |
| російська  | 0,88%    |

## Лозівська загальноосвітня школа І- ІІ ступенів
У 1926 році Лозівську початкову школу розмістили в попівському будинку. В даний час вона знаходиться на тому ж місці, але перебудована. Першими завідувачами Лозівської початкової школи були: Новоставський, Котік, Кінський, Школьнік, Вознюк, Гідзюк, Бондар. Школа працювала до 1941 року. Під час окупації школа була закрита, а почала працювати лише в квітні 1944 року. Завідувачка школи — Щабельська Ганна Прокопівна. У 1953–1954 навчальному році (вчителі Гапченко Г. П., Мазур К. Т.) відбувся перший випуск учнів Лозівської семирічної школи. У цьому ж році почали добудову 4-х класних кімнат школи.
У 1954–1955 роках у школі навчалося 182 учні.
У 1958 році школа стала восьмирічною. Кількість вчителів — 11.
У 2000 році проведено капітальний ремонт шкільної майстерні. У 2000–2001 році в школі навчалось 81 учень.

## Символіка
Затверджена 12 червня 2018р. рішенням №5-39/2018 XXXIX сесії міської ради VII скликання. Автори - В.М.Напиткін, К.М.Богатов, В.М.Джусь, О.С.Ткачук, І.П.Свістак, В.В.Королюк , М.М.Цегенько, А.М.Цегенько, Н.П.Сюрко , І.В.Борсук, С.М.Королюк, О.О.Дука , Г.О.Росоловська, О.М.Задорожна.

### Герб
В зеленому щиті з хвилястою базою, перетятою срібним і лазуровим, золотий плетений кошик, у якому золота сопілка в стовп, супроводжувана чотирма золотими гілочками верби з срібними котиками. У верхніх кутах щита дві срібних чайки, обернених одна до одної. Щит вписаний в декоративний картуш і увінчаний золотою сільською короною. Унизу картуша напис "ЛОЗОВА".
Композиція з плетеного кошика, сопілки і верби відображає назву села. Чайки і хвиляста база – символ місцевих рік та озер.

### Прапор
Квадратне полотнище поділене хвилясто горизонтально на зелену, білу і синю смуги у співвідношенні 10:1:1. На верхній смузі жовтий плетений кошик, у якому жовта вертикальна сопілка, супроводжувана чотирма жовтими гілочками верби з білими котиками. У верхніх кутах дві білих чайки, обернених одна до одної.